# Geografía regional

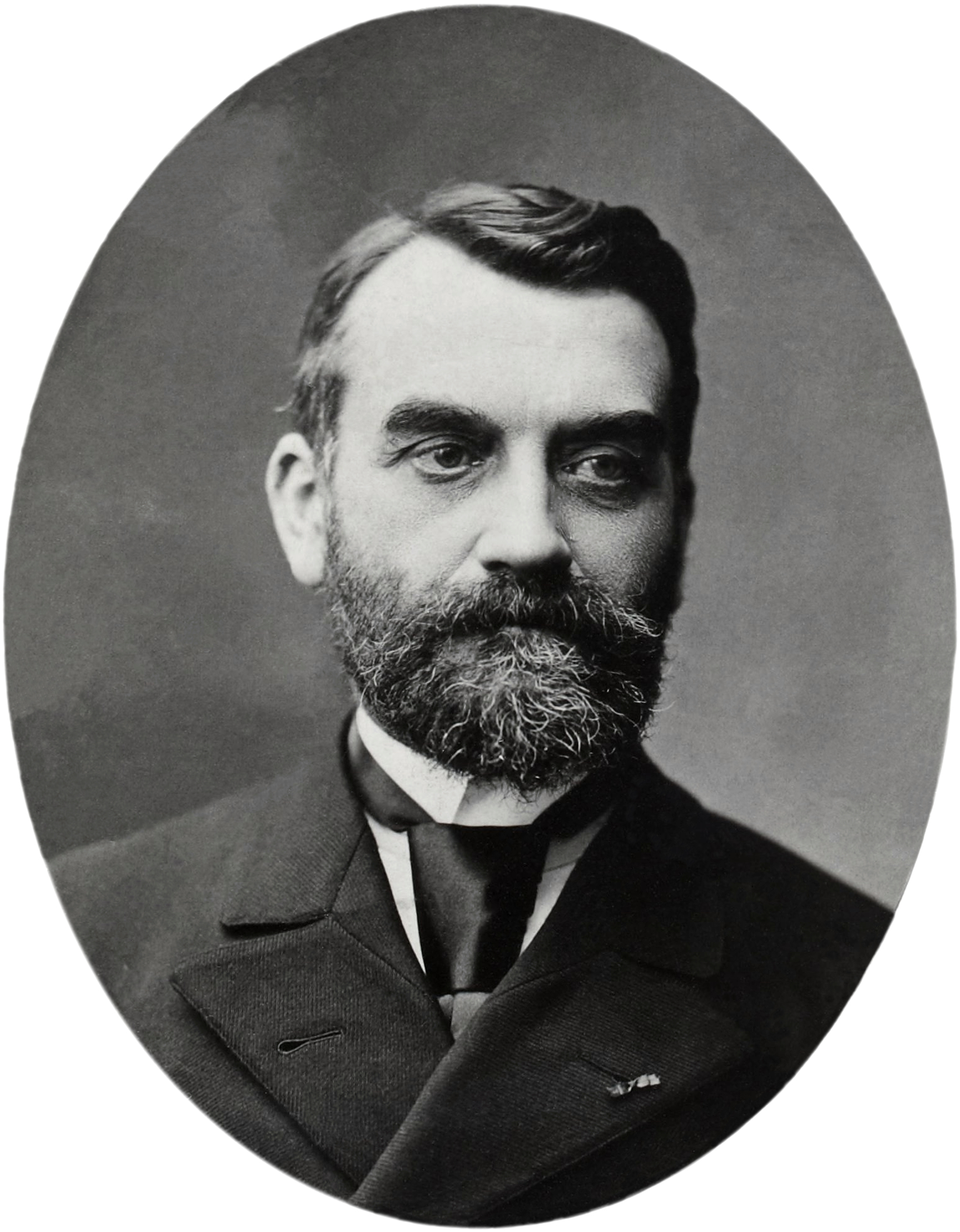
Paul Vidal de la Blache, fundador de los estudios de Geografía regional en Francia a comienzos del siglo XX

La geografía regional es la disciplina o rama de la geografía que se encarga del estudio sintético de complejos geográficos (regiones, territorios y paisajes). Se considera una parte de la geografía, en condición de igualdad con otras ramas o disciplinas que conforman las ciencias geográficas, las cuales estudian analíticamente diversos fenómenos en sus características y distribución (relieve, clima, vegetación, población, organización económica, organización política, comercio, transportes, cultura, etc.) 
Resurge con su denominación actual a fines del siglo XIX, gracias a filosofías antipositivistas como el idealismo, neokantismo o criticismo, el historicismo y el espiritualismo.
La existencia de esta disciplina o rama dentro de la geografía ha sido objeto de debate contemporáneo, ya que algunos geógrafos sostienen que toda la geografía tiene una dimensión regional. En otras palabras, la geografía se dedica al estudio de complejos geográficos en todas sus escalas (desde localidades y comarcas hasta regiones, países y grandes regiones), abordando tanto enfoques sintéticos como temáticos. De esta manera, las diversas disciplinas que componen la geografía general se consideran aproximaciones temáticas y comparativas al estudio de los complejos geográficos. Según Robert E. Dickinson, «la geografía es fundamentalmente la ciencia regional o corológica de la superficie terrestre», y Manuel de Terán sostiene que «la importancia de la geografía regional es innegable en el estado actual de la ciencia geográfica. La geografía moderna es esencialmente geografía regional, al igual que en la antigüedad lo fueron la corología y la corografía».

## Concepto de región
El concepto de región ha tenido una evolución compleja como noción clave dentro de la ciencia geográfica. Pueden diferenciarse varias conceptualizaciones comúnmente utilizadas en geografía regional entre las que se encuentran términos como:
- Región natural, medio natural o ecosistema: En este caso, la combinación de distintos elementos naturales como el relieve, el clima o la vegetación originan un sistema natural con unas características interdependientes. Por ejemplo, la configuración del relieve depende del clima y viceversa, así como la vegetación depende de ambos.
- Región fisonómica o región-paisaje: Esta región comprende un dominio acotado por la configuración de la superficie terrestre a partir de su aspecto externo. Las regiones-paisaje se delimitan teniendo en cuenta las formas naturales, las transformaciones realizadas en estas por la acción humana y los artefactos culturales depositados sobre el suelo (usos del suelo, carreteras, ciudades, obras de ingeniería etc.).
- Región humana o geográfica: Esta área se define por el ámbito delimitado por un sistema de relaciones humanas (económicas, políticas, etc.), por su substrato territorial y por las actividades o vida regional. Para André Cholley las regiones humanas son definidas por los grupos humanos, es decir que esos grupos humanos y sus modos de vida constituyen una región desde un punto de vista espacial. Por otro lado, según Robert E. Dickinson, la región geográfica o humana es un «área de vida en común».

## Evolución histórica de la geografía regional

### Los precedentes de la geografía
Como antecedente de la geografía regional, puede citarse toda la tradición de la geografía corográfica que arranca en Grecia, y se prolongó hasta el siglo XVIII con las geografías universales o de países. Algunos de los autores más representativos son Heródoto, Estrabón, Pomponio Mela y Al-Idrisi.

### El surgimiento de la geografía regional moderna
Es a finales del siglo XIX, cuando la geografía regional se configura con un perfil más parecido al actual. Mientras las corografías y geografías de países estudiaban ámbitos delimitados administrativamente, o sin ningún criterio definido, la geografía académica de finales del siglo XIX desarrolla el concepto de región natural. La clave de este concepto es la delimitación de un ámbito terrestre, en función de la combinación de toda una serie de factores naturales (sobre todo geológicos). Además, los grupos humanos que habitan una región natural se ven influenciados por las características de esta. En consecuencia, se desarrolla una nueva noción, con rasgos claramente deterministas en la tradición ecológica introducida por Ratzel. Geógrafos británicos como Mackinder y Herbertson o franceses como L.Gallois, son los que en un primer momento desarrollaron este concepto. Paralelamente, Élisée Reclus desarrolló, entre 1875 y 1894, su gran Geografía Universal, obra maestra en su género.
Pero realmente no será hasta comienzos del siglo XX cuando la geografía regional, tras la crítica al determinismo ambiental, va a experimentar su impulso definitivo, principalmente en Francia y Alemania. El punto clave de esta transformación es el paso desde una geografía centrada en la búsqueda de leyes que expliquen la evolución de las sociedades en relación con las influencias del medio físico, a una geografía centrada en los complejos geográficos particulares, atendiendo a sus características específicas, a su «personalidad» y a su evolución. Sin embargo, el surgimiento de la geografía regional moderna no presenta un carácter uniforme y cohesionado. De hecho, pueden diferenciarse al menos tres orientaciones generales:
- La orientación francesa comandada por Vidal de la Blache y sus discípulos: Es una orientación de marcado carácter práctico, más centrada en el estudio empírico de las regiones y las comarcas francesas y de sus posesiones coloniales, que en la justificación teórica. De hecho, no era un geógrafo sino un historiador, Lucien Febvre, el que le dio un perfil más definido en este último aspecto frente a las críticas de los sociólogos de la escuela de Émile Durkheim (especialmente François Simiand y Marcel Mauss).

- La reflexión en el plano teórico-gnoseológico vendrá sobre todo de Alemania, de la escuela de Alfred Hettner. Hettner reduce la geografía a regional y considera la geografía general como un apoyo necesario para el estudio de las regiones. Para Hettner «únicamente cuando concibamos los fenómenos como propiedades de los espacios terrestres, estaremos haciendo geografía». Además, este autor enmarca su visión de la geografía en un esquema clasificatorio de las ciencias de estirpe kantiana.

- Por otra parte, también en Alemania se consolidará la concepción de la geografía como regional, pero entendiendo la región como un paisaje. Max Sorre lo expresa claramente: la región es «el área de extensión de un paisaje». El paisaje se entendía no como el resultado de una serie de procesos naturales, sino como la expresión de una cultura. Esta vía fue desarrollada especialmente por O. Slütter y S. Passarge y posteriormente fue recibida en Estados Unidos de la mano de Carl Sauer. También fue conscientemente desarrollada en Francia por el citado Max. Sorre, por Jean Brunhes y otros.

### La geografía regional en los Estados Unidos
La geografía regional se desarrolla de forma tardía en los Estados Unidos, donde la tradición ambientalista había calado fuertemente. No fue hasta finales de los años treinta (Armando Santiago) y principios de los años cuarenta, cuando la geografía corológica se implantó de forma definitiva en las universidades estadounidenses. Los principales impulsores de este gran cambio serán Carl Sauer, que desde 1925 va siguiendo la corriente paisajística alemana y R. Hartshorne va siguiendo el modelo Hettneriano.
La escuela de Berkeley tendrá un marcado carácter cultural. La región entiende a ambos, como áreas y paisajes culturales que ha desarrollado la cultura habitante. Además, para Sauer la atención a los procesos y a la evolución de las culturas y los paisajes culturales será esencial.
En cambio la línea de investigación abierta por Hartshorne, tuvo un carácter menos culturalista e historicista. Además la región no se considera un espacio objetivo o real, sino un instrumento intelectual para el análisis geográfico.

### La crisis de la geografía regional tras la Segunda Guerra Mundial
A partir de finales de los años cuarenta comienzan a aparecer ciertas críticas a la geografía regional, estas críticas inciden en varios aspectos. Primero, en el nulo contenido sintético de muchas monografías regionales, a pesar de ser este el objetivo buscado. Estas monografías muy a menudo se resolvían como una serie de capítulos inconexos que no llegaban a dar una auténtica interpretación global del espacio estudiado. Es lo que los geógrafos franceses denominan obra à tiroirs (por archivadores). Además, muchos autores criticaban el carácter exclusivamente sintético de la geografía regional y abogaban por un acercamiento temático. Lo señalaba Carl Sauer: «No acepto la noción de que cada geógrafo debe ocuparse de la síntesis regional. La mal llamada doctrina holística me deja indiferente; ha producido compilaciones allí donde necesitábamos indagaciones». Por otro lado, el concepto de región predominante, la región-paisaje, se presentaba como problemático. Era un concepto demasiado formalista, las regiones-paisaje eran difíciles de identificar más allá de la escala comarcal y estaba adaptado sobre todo para los estudios de espacios rurales con lo que era poco efectivo para estudiar los espacios modernos altamente urbanizados e industrializados y no comprensibles únicamente a través de lo concreto en el paisaje.
El punto álgido de las críticas vino de la mano de autores como F. K. Schaefer y su famoso artículo Excepcionalismo en Geografía. Esta línea de críticas culminó con la aparición de una nueva geografía centrada en el estudio de las formas espaciales (distribuciones de fenómenos), se enfrentó a la geografía tradicional por su carácter ideográfico e historicista. Es decir, por estudiar lo único e irrepetible y por no concentrarse en la elaboración de teorías y leyes generales.

### La búsqueda de alternativas. La región funcional y la región sistémica
Todas estas críticas llevaron a muchos geógrafos comprometidos con la tradición corológica a buscar nuevas vías de estudio, tal es el caso de la aparición de la ciencia regional como subdisciplina de la economía en los años cincuenta de la mano de autores como W. Isard. La ciencia regional buscaba un acercamiento más analítico al estudio de las regiones, las cuales no eran concebidas como espacios-paisaje sino como espacios económicos.
Desde la geografía se elaboró un nuevo concepto de región conocida como región funcional, polarizada o urbana. La personalidad regional no proviene de una uniformidad fisonómica o paisajística (región-paisaje), sino de un sistema de relaciones funcionales que se establecen entre las diversas partes del conjunto. En 1962 Etienne Juillard publicó en Annales de Géographie su famoso artículo «La región, essai de definition». Según Juillard: «Existen dos principios de unidad regional; uno se basa en un criterio de uniformidad, es el paisaje; el otro en un criterio de cohesión, en la acción coordinada de un centro. Los territorios individualizados según este último criterio se caracterizan menos por su fisonomía que por su función. Hablando de espacio funcional». B. Kayser lo expresaba también con claridad: «Una región es un espacio limitado, inscrito en un marco natural dado, que responde a tres características esenciales: los vínculos entre sus habitantes, su organización en torno a un centro con cierta autonomía, y su integración funcional en una economía global».
Finalmente, la incorporación del enfoque sistémico en geografía regional culminó en la elaboración del concepto de región sistémica, derivado de la teoría de sistemas de Ludwig von Bertalanffy. La región se conceptúa como un sistema regulado por los flujos materiales e inmateriales de bienes, personas, información. Además, la concepción sistémica incorpora la visión dinámica del sistema. El sistema territorial evoluciona de acuerdo a los condicionamientos y contradicciones internas y externas. 
Por lo tanto, existe una evolución muy importante desde una geografía regional de corte fisonómico y paisajístico a una geografía regional que incorpora las relaciones sociales y los flujos circulatorios en la conceptualización de la región. Las regiones no necesitan por lo tanto ser entes homogéneos, sino que su unidad, generalmente heterogénea, depende más bien de complementariedades y de relaciones funcionales.
Sin embargo, todas estas innovaciones conceptuales, desarrolladas sobre todo en la escuela francesa, no impidieron la continua crisis de la geografía regional. Las críticas de la geografía cuantitativa llevaron a la geografía regional a una posición secundaria respecto a otras tradiciones y corrientes más pujantes (geografía radical, comportamental, etc.). En España, donde la geografía regional se había desarrollado tardíamente tras la guerra civil con sucesivas monografías (la primera de ellas será la de Salvador Llobet i Reverter sobre el Montseny de 1947), estas dejan de realizarse a finales de los años 70. Se produce entonces un gran desarrollo de la geografía general, de las distintas disciplinas temáticas, provocando en muchas ocasiones una gran dispersión en los programas de investigación y una especialización de los investigadores pero sin un claro marco unificador.

### La recuperación de la geografía regional/Nueva geografía regional
Si bien la geografía regional nunca ha dejado de ser cultivada en la Europa continental (Francia, España, Portugal, Alemania, etc.), a partir de los años ochenta comenzará a ser recuperada también por la geografía anglosajona, especialmente a través del concepto de lugar (place) definido por Doreen Massey como la combinación de identidad, instituciones locales y vínculos globales.
El interés por los espacios locales, regionales y nacionales siempre ha estado presente tanto a nivel popular como académico. Además, la orientación regional parece la única capaz de unificar la gran multiplicidad de investigaciones temáticas enormemente divergentes que se realizan en la geografía general tanto física como humana. Por supuesto esta recuperación de la geografía regional no se hace de forma homogénea, ya que existen diversos acercamientos y diversas renovaciones, de las cuales podrían señalarse las siguientes:
- Una recuperación de corte tradicional, siguiendo los esquemas de la geografía clásica. En general los espacios estudiados son los territorios administrativos y el estudio regional se aborda como una yuxtaposición de capítulos temáticos sobre el medio ecológico, la población, la economía o las infraestructuras. También se produce una revalorización del concepto de región como paisaje.
- Desde la geografía humanista se concibe el marco local y regional como un ámbito de experiencia ligado al individuo. El lugar es el espacio en el que se vive, y el civitio es el marco de identidad.
- Desde la geografía de corte marxista y estructural, los espacios locales, regionales y nacionales se conciben como estructuras sociales y ecológicas. Los individuos reproducen estas estructuras o las transforman, a la vez que su acción está condicionada por ellas. Esto quiere decir que los espacios geográficos no son inmutables o naturales, sino esencialmente una construcción social que se transforma continuamente en sus características (organización demográfica, económica, social, medio ecológico y construido, etc.).
- Por último, otros acercamientos reivindican la necesidad de una perspectiva o enfoque regional, pero sin recuperar la geografía regional en sentido clásico. Es decir, se acepta que el acercamiento temático y especializado es tan importante como el sintético y holístico, pero teniendo en cuenta que el objeto central son los espacios geográficos en toda su complejidad.

## Selección de obras de geografía regional
Selección (parcial) de obras de tradición corográfica y corológica, tanto sintéticas como temáticas, y a cualquier escala.
- Precedentes de la geografía regional: 
  - Geografía de Estrabón. Escrita entre el 29 a. C. y el 7 d. C. Obra en diecisiete libros. Probablemente la cumbre de los conocimiento corográfico de tradición grecolatina.
  - Corografía de Pomponio Mela. Años cuarenta del siglo I. Compendio geográfico en tres volúmenes sobre el mundo mediterráneo.
  - El libro de Roger de Al-Idrisi. Terminada en 1154. Obra cumbre de la tradición corográfica islámica. Recoge informaciones sobre todas las tierras conocidas de la época.
  - Descriptio Regni japoniae de Bernhard Varenio. 1649. Descripción de los reinos de Japón, Siam y otras regiones asiáticas.
  - Ensayo político sobre el Reino de la Nueva España de A. Humboldt. 1807-1811. Cuatro volúmenes. Aunque se sabe con casi total seguridad que Humboldt concibió el ensayo como una obra de economía política, se incluye esta obra dada su influencia y su gran similitud con la geografía regional posterior.
  - Nueva Geografía Universal de Élisée Reclus. 1876-1894. Diecinueve volúmenes. Monumental obra geográfica de tipo enciclopédico y de gran éxito en su época.

- Geografía regional clásica francesa:
  - L'irrigation: ses conditions géographiques, ses modes et son organisation dans la Peninsule Ibérique et dans l'Afrique du Nord de Jean Brunhes. 1902. Obra clásica de geografía temática sobre la irrigación pero cronológicamente orientada.
  - Cuadro de la geografía de Francia de Paul Vidal de La Blache. 1903. Libro fundamental en la creación de la escuela regional francesa.
  - La Plaine picardie de Albert Demangeon. 1905. Obra que marcó el canon para las monografías regionales de la escuela vidaliana.
  - Grenoble. Estudio de geografía urbana de Raoul Blanchard. 1911. Una de las primeras monografías sobre un espacio urbano muy influyente posteriormente.
  - Geografía Universal dirigida por Paul Vidal de la Blache y Lucien Gallois. 1927-1948. Quince volúmenes. Gran obra de geografía universal dirigida por Vidal, Gallois y sus discípulos.

- Geografía regional española:
  - La vivienda y los núcleos de población rurales en la Huerta de Valencia. José Manuel Casas Torres. 1944. Obra sistemática sobre población, poblamiento y vivienda orientada cronológicamente y en la tradición posibilista francesa.
  - El medio y la vida en el Montseny. Estudio geográfico de Salvador Llobet i Reverter. 1947. Una de las primeras monografías regionales españolas siguiendo la tradición francesa.
  - La Ribera tudelana de Navarra de Alfredo Floristán Samanes. 1951. Monografía regional que define a la Ribera Navarra como una región humana con centro organizador en Tudela.
  - Geografía Urbana de Granada de Joaquín Bosque Maurel. 1962. Una de las primeras monografías urbanas de la geografía española.
  - La transformación de un espacio rural: las Montañas de Burgos. José Ortega Valcárcel. 1974. Monografía ya muy innovadora respecto a la tradición clásica por el peso dado a la dimensión temporal y al estudio, tanto de los hechos sociales como de los paisajísticos del espacio.
  - Agricultura y expansión urbana : la campiña del bajo Henares en la aglomeración de Madrid. Josefina Gómez Mendoza. 1977. Innovador trabajo por situar el estudio del espacio particular en el marco más amplio de un modelo general de espacios rurales bajo la influencia de áreas urbanas.